# Hovasaurus
Hovasaurus (лат.) — вымерший род базальных диапсидных рептилий. Обитал на территории современного Мадагаскара в позднем пермском-раннем триасовом периоде, пережив массовое пермско-триасовое вымирание. Самый поздний представитель семейства Tangasauridae. Окаменелости найдены в нижних (пермских) и средних (триасовых) слоях формации Сакамена, где попадаются чаще, чем окаменелости других животных. Морфология Hovasaurus указывает на водный образ жизни. Типовой и единственный вид в составе рода — Hovasaurus boulei.

## Описание
Hovasaurus напоминал изящную ящерицу, две трети его длины приходились на хвост. Длина от кончика морды до хвоста составляла 35 см, тогда как длина хвоста 60 см. Животное было хорошо приспособлено к водному образу жизни, его хвост был вертикально сплющен, как у морских змей. В брюшной полости обнаружены камни, которые проглатывались в качестве балласта, удерживающего Hovasaurus от всплытия на поверхность во время охоты на рыбу.

## Доисторические экосистемы
Нижний отдел формации Сакамена сформировался во влажной экосистеме, расположенной в ориентированной с севера на юг рифтовой долине, похожей, вероятно, на нынешнее озеро Танганьика. Климат во время формирования отложений был умеренным, тёплым и влажным, с сезонными дождями и возможными муссонами. Флора формации включает хвощи Schizoneura, Glossopteris и семенной папоротник Lepidopteris. Позвоночные представлены палеонискообразной рыбой Atherstonia, проколофонидом Barasaurus, вейгельтизавридом целюрозавравусом (Coelurosauravus) и неодиапсидными Claudiosaurus, Thadeosaurus и Acerosodontosaurus. В этих же слоях найдены темноспондилы из семейства ринезухид, неопределённый териодонтный терапсид и дицинодонт оуденодон (Oudenodon).